# Selena Fox
Selena Fox (20 de octubre de 1949-) es una sacerdotisa de la religión Wicca además de periodista, activista política, consejera, psicoterapeuta, autora y educadora en los campos del neopaganismo, magia, Wicca, multi-culturalismo y religiones comparadas.

## Círculo

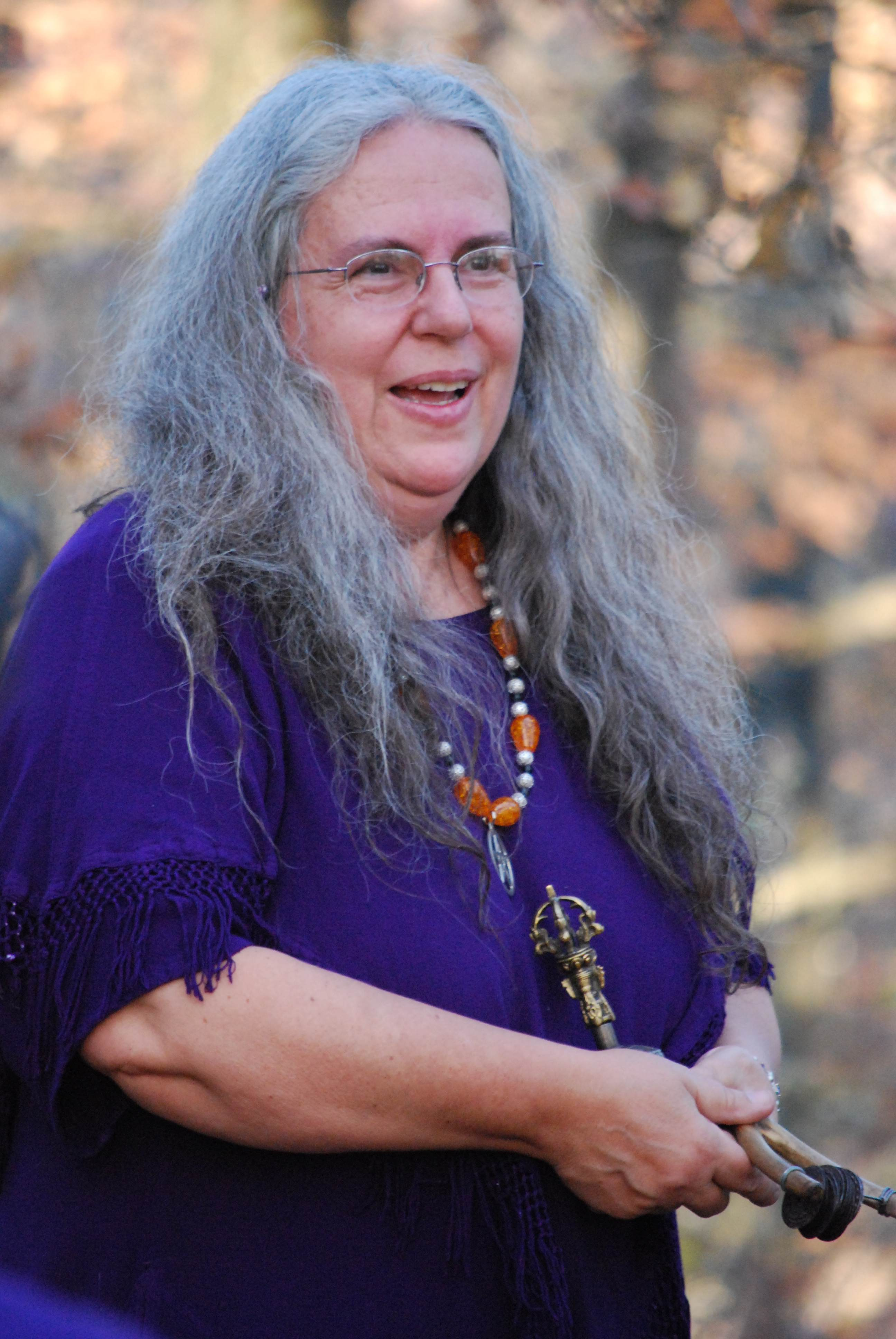
Selena Fox

Es la fundadora de "Cricle Craft" una tradición wiccana y "Circle Sanctuary" un centro de espiritualidad natural con sede en doscientos acres de terrenos conservados en Wisconsin, Estados Unidos.  El Circle Sanctuary tiene una publicación Circle Network News (ahora llamada Circle Magazine) que comenzó a publicarse casi al final de los años 70 y es la publicación neopagana más ampliamente distribuida en el mundo.  Selena es también la fundadora de "Pagan Spirit Gathering", uno de los más antiguos festivales neopaganos en Estados Unidos.  Ayudó a organizar el primer Starwood Festival fundado en 1981.  Fox co-dirige el Circle Sanctuary y el Pagan Spirit Gathering junto a su esposo, Dennis Carpenter, quien es también el editor de Circle Magazine.

## Trabajo
Es consejera y psicoterapeuta y es miembro de la American Psychological Association, American Counseling Association, Association for Transpersonal Psychology y la American Academy of Religion.
Los escritos de Fox han aparecido en numerosas publicaciones.  Es una importante colaboradora de Circle Network News y la autora de Goddess Communion: Rituals and Meditations y When Goddess is God: Pagans, Recovery, and Alcoholics Anonymous.
Está en la esfera pública desde 1973, haciendo apariciones televisivas en The Today Show, Donahue, Sightings, Sally Jesse Raphael, Larry King Live, Morning Exchange; programas radiales (NPR, BBC, ABC y CBC); y en Time y The Wall Street Journal.

## Activismo
Es fundadora y directora ejecutiva de la Lady Liberty League, organización dedicada a la libertad religiosa de wiccanos, neopaganos y practicantes de otras religiones de la Naturaleza. En 1992 fundó Pagan Academic Network, una asociación para profesores, estudiantes e investigadores con interés académico en el neopaganismo.

## Discografía
- Circle Songs and Chants - Jim Alan y Selena Fox
- The Magickal Movement: Present and Future - WinterStar Symposium Panel Discussion on Cassette with Isaac Bonewits, Margot Adler y Robert Anton Wilson
- Magick Changing the World, the World Changing Magick - WinterStar Symposium Panel Discussion en Cassette con Isaac Bonewits, AmyLee, Jeff Rosenbaum y Robert Anton Wilson (ACE)